# Боггс, Митчелл
Митчелл Томас Боггс (англ. Mitchell Thomas Boggs; родился 15 февраля 1984 года в городе Долтон, Джорджия) — американский бейсболист, в настоящее время свободный агент. Играет на позиции реливера.

## Карьера
Был задрафтован Кардиналами в пятом раунде драфта 2005 года. 20 июня подписал с ними контракт. Прошёл команды всех рангов системы, где был весьма хорошим стартовым питчером, имея ERA меньше 4,00.
6 июня 2008 года вызван в МЛБ на замену выбывшего Майка Паризи и вышел реливером на поединок с «Хьюстоном». 10 июня вышел стартером на матч против «Редс», в котором отпразновал свою первую победу, отподавав 5 иннингов и пропустив в дом двух игроков. В июле у Митчелла начался спад, он проиграл два матча подряд, пропуская очень много, и был переведён сначала в реливеры, а затем обратно в майнор-лигу.
В сезоне 2009 года играл и стартером и реливером, однако сезон 2010 года всё же начал в буллпене, где прочно закрепился, проведя 61 игру и имея ERA 3,61.
С тех пор он является прочным реливером «Кардиналов» и выходит в основном в восьмом иннинге. В сезоне 2011 года вместе с командой отпраздновал победу в Мировой Серии, где вышел дважды и пропустил в дом всего одного раннера. В сезоне 2012 года имел 4-1 побед и поражений, ERA 2,21.
9 июля 2013 года Боггс был обменян в «Колорадо Рокиз». По окончании сезона команда не продлила с ним контракт и он стал свободным агентом.
7 февраля 2014 года Боггс подписал годовой контракт с «Чикаго Уайт Сокс» на сумму 1,1 млн долларов, но уже 23 марта команда отказалась от его услуг. 1 апреля он заключил контракт с одной из команд низших лиг.

## Стиль подач
Имеет стандартный набор подач. Основная — синкер, также часто используются 4-seem фастбол и слайдер, реже — кёрвбол и ченджап. Слайдер в основном используется при двух страйках, ченджап только для леворуких отбивающих.

## Семья
В декабре 2010 года женилися на Лили Кратчфилд.